# Morne Chapeau Nègre
Morne Chapeau Nègre är ett berg i Martinique. Det ligger i den centrala delen av Martinique, 9 km norr om huvudstaden Fort-de-France. Toppen på Morne Chapeau Nègre är 911 meter över havet.